# Nikomed II. Bitinski
Nikomed II. Epifan (starogrško Νικομήδης ὁ Ἐπιφανής, latinizirano: Nikomídis o Epifanís, dob. 'Nikomed, utelešenje boga') je bil od leta 149 pr. n. št. do okoli 127 pr. n. št. kralj Bitinije. Bil je četrti vladar po Nikomedu I. in sin in naslednik kralja Prusija II. Oče in mati Apama IV. sta bila v sorodu, saj sta bila po materini strani bratranca. 

## Življenje
Nikomedov oče je imel s svojo drugo ženo še nekaj otrok, katerim je nameraval prepustiti svoj prestol. Nikomeda je zato poslal v Rim, da bi s posredovanjem Rima dosegel znižanje vojne odškodnine Pergamonu. Eden od odposlancev je imel nalogo, da Nikomeda ubije, če pogajanja ne bi bila uspešna. Nikomed je v Rimu pridobil zaupanje senata in dosegel, da se je Prusij II. odrekel prestolu v Nikomedovo korist.
Nikomed II. je bil ob podpori pergamskega kralja Atala II. Filadelfa uspešen vladar  in je v Nikomediji ukazal usmrtiti svojega očeta. Med svojo dolgo vladavino je vztrajno ohranjal zavezništvo z Rimom in mu pomagal v vojni proti Eumenu III., pretendentu na pergamski prestol. Nasledil ga je sin Nikomed III.
Nikomed II. je na svojih kovancih  uvedel bitinsko številčenje let. Njegov sistem naj bi se v nekaterih delih grškega sveta ohranil do 4. stoletja n. št.